# 上海邦德职业技术学院
上海邦德职业技术学院是位於中華人民共和國上海市宝山区锦秋路299号的一所民辦高等職業學校，由上海市教育委員會主管，佔地近200畝，建築面積4萬多平方米。成立於1998年，最初名為民辦上海邦德學院。2002年更名為民辦上海邦德职业技术学院。2003年更名為上海邦德职业技术学院。学校设有经济与管理学院、艺术设计学院、国际交流与外国语学院、应用技术学院、酒店烹饪学院、继续教育学院等六个二级学院。

## 外部連結
- 官方网站